# De par la volonté du brochet
Pour plus de détails, voir Fiche technique et Distribution.
De par la volonté du brochet (en russe : По щучьему веленью, Po chtchoutchemou veleniou) est un film soviétique adapté de contes populaires russes par Alexandre Rou en 1938. Le sujet enchaine deux contes répertoriés entre autres dans le recueil des Contes populaires russes d'Alexandre Afanassiev, Emélian le nigaud et Princesse Nesmeïana. C'est le premier long-métrage d'Alexandre Rou.  

## Synopsis
Par une journée d'hiver, Yemelia capture un brochet qui le supplie de le relâcher afin qu'il puisse revenir auprès de ses enfants. Pris de pitié Yemelia le remet à l'eau. Il regrette aussitôt sa faiblesse lorsque le poisson réapparait et lui déclare que pour le remercier il s'apprête à accomplir toutes ses volontés. La vie du jeune homme change, il lui suffit désormais de prononcer « de par la volonté du Brochet » pour que les objets inanimés lui obéissent. Un jour, il apprend que le tsar Gorokh, promet de donner en mariage sa fille, la triste princesse Nesmeïana, à celui qui la fera rire. Fort de ses pouvoirs Yemelia relève le défi, mais le tsar revient sur sa parole. Qu'à cela ne tienne, Nesmeïana est conquise et s'enfuit avec Yemelia,.

## Fiche technique
- Titre : De par la volonté du brochet
- Titre original : По щучьему веленью, Po chtchutchemu veleniou
- Réalisation : Alexandre Rou
- Scénario : Elizaveta Tarakhovskaïa, Oleg Leonidov
- Photographie : Ivan Gortchiline (ru)
- Direction artistique : Alekseï Outkine (ru)
- Assistant réalisateur : Leonid Altsev
- Musique : Orchestre symphonique d'État de l'URSS pour l'art cinématographique, Orchestre national de musique folklorique Nikolaï Ossipov (ru)
- Chef d'orchestre : Youri Nikolaevski, Viktor Doubrovski (ru)
- Compositeur : Vladimir Kotchetkov
- Chorégraphe : Antonina Chalomytova
- Son : Sergueï Yourtsev
- Maquillage : Anatoli Ivanov
- Montage : Ksenia Blinova
- Production : Soyuzdetfilm
- Genre : film pour enfants
- Format : noir et blanc
- Langue : russe
- Durée : 56 min.
- Pays : URSS
- Sortie : 1938
- Restauré : 1973

## Distribution
- Piotr Savine (ru) : Yemelia
- Maria Kravtchounovskaïa (ru) : mère de Yemelia
- Gueorgui Milliar : Tsar Gorokh
- Ivan Moskvine : le sourd
- Lev Potemkine (ru) : le général At-Dva
- Alexandre Joukov (ru) : le héraut
- Andreï Faït : Mohammed Aga
- Tatiana Stroukova (ru) : la gouvernante
- Sophia Tarentieva : princesse Nesmeïana
- Lydia Rioumina : la gouvernante
- Vladimir Lepko (ru) : cuisinier (non crédité)
- Grigori Spiegel (ru) : Carl Malych (non crédité)
- Anatoli Nakhimov : prince Gavrila (non crédité)

## Analogies
Il existe des films d'animation soviétiques sur le même thème et portant le même titre, notamment :
- Ivan Ivanov-Vano (Soyouzmoultfilm, 1957)
- Vladimir Pekar', Vladimir Popov (Ekran, 1970)
- Valery Fomine (Sverdlovskaïa Kinostoudiïa, 1984).